# Damernas åtta med styrman i rodd vid olympiska sommarspelen 1980
Damernas åtta med styrman i rodd vid olympiska sommarspelen 1980 avgjordes mellan den 21 och 26 juli 1980. Grenen hade totalt 54 deltagare från sex länder.

## Medaljörer
| Gren             | Guld | Silver | Brons |
| Åtta med styrman | Östtyskland Martina Boesler Christiane Knetsch Gabriele Lohs Karin Metze Kersten Neisser Ilona Richter Marita Sandig Birgit Schütz Marina Wilke | Sovjetunionen Nina Frolova Marija Pajun Olga Pivovarova Nina Preobrazjenskaja Nadezjda Prisjtjepa Tatiana Stetsenko Jelena Terjosjina Nina Umanets Valentina Zjulina | Rumänien Angelica Aposteanu Elena Bondar Florica Bucur Maria Constantinescu Elena Dobritoiu Rodica Frîntu Ana Iliuta Rodica Puscatu Marlena Zagoni |

## Resultat

### Försöksheat
Vinnaren i varje heat gick vidare till finalen. De övriga lagen fick tävla i återkvalet om de sista finalplatserna.
Heat 1
| Placering | Deltagare                                                                                         | Land           | Tid     |
| --------- | ------------------------------------------------------------------------------------------------- | -------------- | ------- |
| 1         | Frolova, Pajun, Pivovarova, Preobrazjenskaja, Prisjtjepa, Stetsenko, Terjosjina, Umanets, Zjulina | Sovjetunionen  | 3:11.72 |
| 2         | Hodges, Toch, Sweet, Clark, Paton, Clugston, Boyes, Jones, Wright                                 | Storbritannien | 3:18.18 |
| 3         | Niebrzydowska, Lewandowska, Piatkowska, Kamuda, Modlinska, Soroka, Ambros, Kielsznia, Rózanska    | Polen          | 3:25.15 |

Heat 2
| Placering | Deltagare                                                                                          | Land        | Tid     |
| --------- | -------------------------------------------------------------------------------------------------- | ----------- | ------- |
| 1         | Boesler, Knetsch, Lohs, Metze, Neisser, Richter, Sandig, Schütz, Wilke                             | Östtyskland | 3:13.41 |
| 2         | Aposteanu, Bondar, Bucur, Constantinescu, Dobritoiu, Frîntu, Iliuta, Puscatu, Zagoni               | Rumänien    | 3:16.21 |
| 3         | Stavreva, Koleva, Vasileva, Khristeva, Kostova, Karamandzhukova, Mincheva, Aleksandrova, Georgieva | Bulgarien   | 3:20.25 |

### Återkval
De tre snabbaste lagen i återkvalet gick till final.
| Placering | Deltagare                                                                                          | Land           | Tid     |
| --------- | -------------------------------------------------------------------------------------------------- | -------------- | ------- |
| 1         | Aposteanu, Bondar, Bucur, Constantinescu, Dobritoiu, Frîntu, Iliuta, Puscatu, Zagoni               | Rumänien       | 3:10.24 |
| 2         | Stavreva, Koleva, Vasileva, Khristeva, Kostova, Karamandzhukova, Mincheva, Aleksandrova, Georgieva | Bulgarien      | 3:15.49 |
| 3         | Hodges, Toch, Sweet, Clark, Paton, Clugston, Boyes, Jones, Wright                                  | Storbritannien | 3:15.77 |
| 4         | Niebrzydowska, Lewandowska, Piatkowska, Kamuda, Modlinska, Soroka, Ambros, Kielsznia, Rózanska     | Polen          | 3:24.04 |

### Final
| Placering | Deltagare                                                                                          | Land           | Tid     |
| --------- | -------------------------------------------------------------------------------------------------- | -------------- | ------- |
| 1         | Boesler, Knetsch, Lohs, Metze, Neisser, Richter, Sandig, Schütz, Wilke                             | Östtyskland    | 3:03.32 |
| 2         | Frolova, Pajun, Pivovarova, Preobrazjenskaja, Prisjtjepa, Stetsenko, Terjosjina, Umanets, Zjulina  | Sovjetunionen  | 3:04.29 |
| 3         | Aposteanu, Bondar, Bucur, Constantinescu, Dobritoiu, Frîntu, Iliuta, Puscatu, Zagoni               | Rumänien       | 3:05.63 |
| 4         | Stavreva, Koleva, Vasileva, Khristeva, Kostova, Karamandzhukova, Mincheva, Aleksandrova, Georgieva | Bulgarien      | 3:10.03 |
| 5         | Hodges, Toch, Sweet, Clark, Paton, Clugston, Boyes, Jones, Wright                                  | Storbritannien | 3:13.85 |